# Teresa Bogucka
Teresa Kinga Bogucka (ur. 5 kwietnia 1945 w Zakopanem) – polska dziennikarka i pisarka, działaczka opozycji demokratycznej w okresie PRL.

## Życiorys
Jest córką Janusza Boguckiego i Marii Boguckiej, z d. Friedel. Jej dziadkiem był Mieczysław Bogucki.
W drugiej połowie lat 60. studiowała na Uniwersytecie Warszawskim. Od 1967 wchodziła w skład zarządu Związku Młodzieży Socjalistycznej na Wydziale Socjologii, kolportowała na uczelni wydawnictwa emigracyjne. Należała do środowiska zwanego „komandosami”. W 1968 brała udział w akcji zbierania podpisów pod protestem przeciw zdjęciu Dziadów ze sceny Teatru Narodowego w Warszawie, a także w przygotowaniach wiecu na Uniwersytecie Warszawskim, co dało początek wydarzeniom marcowym. Wchodziła w skład wybranego na wiecu 11 marca Tymczasowego Komitetu Studenckiego, 21 marca tego samego roku kierowała strajkiem na Wydziale Pedagogicznym UW. Za prowadzoną działalność została tymczasowo aresztowana na okres kilku miesięcy, następnie w kwietniu 1969 skazana na karę 1 roku i 6 miesięcy pozbawienia wolności, przy czym wyrok nie został wykonany w związku z amnestią.
Od 1969 do 1989 pracowała w Zakładzie Teatru Instytutu Sztuki Polskiej Akademii Nauk. Od początku lat 70. działała w Sekcji Kultury (młodzieżowej) Klubu Inteligencji Katolickiej w Warszawie. Współredagowała specjalny numer „Aneksu” dotyczący relacji między opozycją a Kościołem katolickim, tam też zamieściła artykuł pod pseudonimem „Anna Chmielewska”. Uczestniczyła w wielu działaniach młodzieżowego środowiska opozycyjnego Warszawy. Od 1976 współpracowała z Komitetem Obrony Robotników, następnie Komitetem Samoobrony Społecznej „KOR”. W 1977 ukończyła socjologię na Uniwersytecie Łódzkim. Od 1977 kierowała tzw. latającą biblioteką w Warszawie, wypożyczalnią niedopuszczanych do obiegu w PRL książek wydanych na emigracji. W 1978 weszła w skład redakcji niecenzurowanego pisma literackiego „Zapis”, którego była sekretarzem redakcji kierowanej przez Jacka Bocheńskiego. Pełniła tę funkcję do czasu wprowadzenia stanu wojennego.
W 1980 wstąpiła do „Solidarności”. W 1981 była sekretarzem Komisji Kultury w Regionie Mazowsze związku. Po wprowadzeniu stanu wojennego została internowana na okres kilkunastu dni, zwolniono ją po interwencji episkopatu i środowisk literackich. Kontynuowała działalność opozycyjną, publikując m.in. w podziemnym „Tygodniku Mazowsze”, a także w latach 1982–1983 organizując w podziemiu Komitet Kultury Niezależnej, którego była sekretarzem (pod pseudonimem konspiracyjnym „Kinga”). Od 1986 wchodziła w skład Rady Funduszu Wydawnictw Niezależnych, powołanego przez największe podziemne inicjatywy wydawnicze.
Od 1990 pozostaje publicystką „Gazety Wyborczej”. Przez kilkanaście lat (1991–2003) była członkinią zarządu Fundacji im. Stefana Batorego. Od 1991 członkini Komitetu Helsińskiego. Wchodziła też w skład Radzy Języka Polskiego.

## Odznaczenia i wyróżnienia
W 2006 odznaczona Krzyżem Oficerskim Orderu Odrodzenia Polski. Otrzymała Nagrodę Polskiego PEN Clubu im. Ksawerego Pruszyńskiego (1991) oraz Nagrodę Kisiela (2004).

## Wybrane publikacje
- Polak po komunizmie, 1997, Seria Demokracja. Filozofia i praktyka, ISBN 83-7006-675-5 (artykuły pisane dla "Gazety Wyborczej") – nominacja do Nagrody Literackiej Nike 1998[13].
- Triumfujące profanum, 2002, ISBN 83-88807-20-X.
- Cienie w ogrodzie, 2004, ISBN 83-86056-83-5.
- Akta Zapisu, [w:] Mieczysław Grudziński, Zapis. Literatura polska bez cenzury 1977–1982, 2015.